# Đại học McGill
Viện Đại học McGill hay Đại học McGill (tiếng anhː McGill University) là viện đại học công lập tọa lạc tại Montreal, Québec, Canada. Trường được thành lập năm 1821 theo Hiến chương Hoàng gia của Vua Geogre IV. McGill cung cấp học vị và bằng cấp cho hơn 300 lĩnh vực nghiên cứu, với các yêu cầu tuyển sinh trung bình cao nhất so với bất kỳ trường đại học Canada nào khác. Đa phần các sinh viên đăng kí vào năm khoa lớn nhất, lần lượt là Nghệ thuật, Khoa học, Dược, Kỹ thuật, và Quản trị.
Khuôn viên chính của McGill tọa lạc tại Mount Royal trong trung tâm thành phố Montreal cùng với khuôn viên thứ hai nằm tại Sainte-Anne-de-Bellevue, cũng nằm trên Đảo Montréal, cách khuôn viên chính 30 kilomet (18 dặm) về phía Tây. Trường là một trong hai thành viên duy nhất nằm ngoài Hoa Kỳ của Hiệp hội Viện Đại học Mỹ, là đại diện duy nhất của Canada và là một trong 26 trường Đại học hàng đầu thế giới góp mặt trong Diễn đàn Lãnh đạo các Trường Đại học Toàn cầu (GULF) thuộc khuôn khổ của Diễn đàn Kinh tế Thế giới.
Nhờ lịch sử lâu đời và chất lượng học thuật, McGill được mệnh danh là "Đại học Harvard của Canada" hay "Harvard của miền Bắc" mặc dù gần đây danh hiệu này đang bị canh tranh bởi Đại học Toronto. Trong số các cựu sinh viên, đã có 12 người đoạt giải Nobel và 144 học giả Rhodes (số lượng nhiều nhất so với các trường đại học ở Canada), cũng như có 5 phi hành gia, 3 Thủ tướng Canada, 1 nhà Toàn quyền Canada đương nhiệm, 14 thẩm phán của Tòa án Tối cao Canada,, ít nhất 8 lãnh đạo nước ngoài, 28 đại sứ nước ngoài, hơn tám chục thành viên của Quốc hội Canada, Quốc hội Hoa Kỳ, Quốc hội Anh và các cơ quan lập pháp của các quốc gia khác, một vài tỷ phú, 9 người chiến thắng Giải thưởng Viện Hàn lâm Oscar, 11 người thắng giải Grammy, 4 người thắng giải Pulitzer, 2 người nhận Huân chương Tự do của Tổng thống, ít nhất 16 người chiến thắng giải Emmy Award, và 28 người dành huy chương tại Olympic, tính tổng các quốc gia khác nhau.
Trong lịch sử phát triển, các cựu sinh viên McGill đã góp phần vào việc sáng lập hoặc lần đầu tổ chức các môn thể thao bóng bầu dục Mỹ, bóng rổ, và khúc côn cầu trên băng. Trường Đại học McGill hoặc các cựu học viên của trường cũng đã thành lập một số trường Đại học và Cao đẳng lớn, bao gồm các trường đại học thuộc khuôn khổ của British Columbia, Victoria và Alberta, Trường Y & Nha khoa Schulich, Trường Y khoa Đại học Johns Hopkins và Trường Cao đẳng Dawson. McGill đặc biệt được chú ý vì những đóng góp của trường cho y học và khoa học sức khỏe.

## Lịch sử

### Viện Khuyến học Hoàng gia
Viện Khuyến học Hoàng gia (RIAL) đã được thành lập vào năm 1801 theo một Đạo luật của Hội đồng Lập pháp Hạ viện Canada, Một đạo luật về việc thành lập các trường học miễn phí và sự tiến bộ trong học tập tại tỉnh này.
Năm 1816, RIAL được phép mở thêm hai Trường Trung học Hoàng gia mới, tại thành phố Quebec City và Montreal. Đây là một bước ngoặt cho giáo dục công lập ở Lower Canada khi các trường học được tạo ra bởi luật pháp. Đạo luật Trường Công lập năm 1807 cho thấy sự sẵn sàng của chính phủ trong việc hỗ trợ chi phí giáo dục và thậm chí cả việc chi trả mức lương cho một hiệu trưởng. Đây là bước đi quan trọng đầu tiên trong việc tạo ra các ngôi trường không thuộc về tôn giáo. Khi James McGill qua đời vào năm 1813 quyền quản lí thừa kế đã được giao cho RIAL.
Trong số hai trường Trung học Hoàng gia ban đầu, một trường đã bị đóng cửa năm 1846 và ngôi trường còn lại được sáp nhập với Trường Trung học Montreal. Vào giữa thế kỉ 19, RIAL mất quyền quản lí 28 trường trung học hoàng gia. Tuy nhiên, năm 1853, RIAL đã tiếp quản trường trung học Montreal từ Hội đồng quản trị của trường và tiếp tục hoạt động cho đến năm 1870. Sau đó, mục đích duy nhất còn lại của RIAL là quản lý tài sản của McGill thay cho cho trường đại học tư nhân. RIAL vẫn còn hoạt động đến ngày nay; nó là hệ thống nhận dạng thương hiệu điều hành các trường đại học và các cơ quan thành phần khác nhau của trường, bao gồm cả Macdonald College cũ (nay là Macdonald Campus), Viện Thần kinh học Montreal và Royal Victoria College (trường đại học nữ cũ chuyển đến nơi khác). Kể từ khi Hiến chương Hoàng gia sửa đổi vào năm 1852, các ủy viên của RIAL đã góp mặt trong Hội đồng quản trị của Đại học McGill.

### Học viện McGill

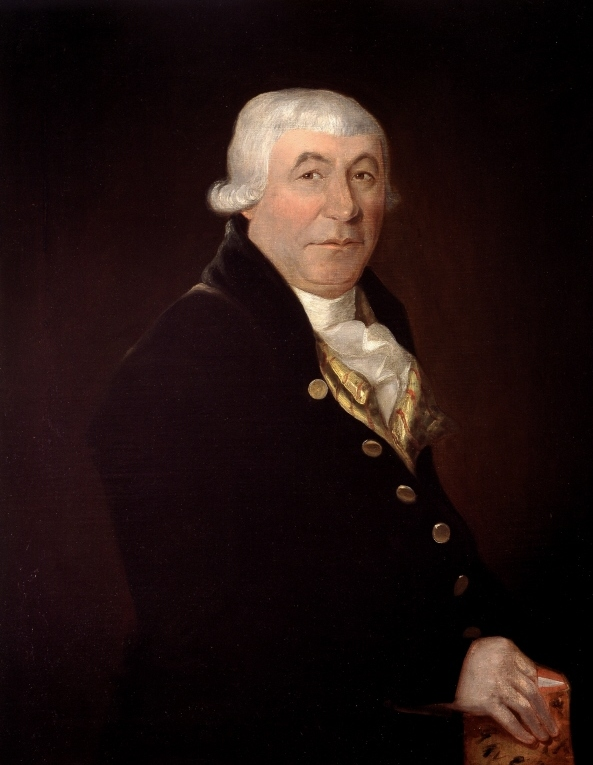
James McGill, nhà tài trợ ban đầu của Đại học McGill.

James McGill sinh ra tại Glasgow, Scotland ngày 6 tháng 10 năm 1744, là một thương gia thành công tại Quebec, đã nhập học tại Đại học Glasgow vào năm 1756. Giữa năm 1811 và 1813, ông đã hiến "phần đất Burnside" của mình, một vùng đất đồng quê rộng 19 hécta (47 mẫu Anh) và 10,000 pound cho Viện khuyến học Hoàng gia.
Trước cái chết của McGill vào tháng 12 năm 1813, Viện Khuyến học Hoàng Gia đã thành lập vào năm 1801 theo Đạo luật của Hội đồng Lập pháp Hạ viện Canada, thiết lập thêm một trường đại học phù hợp với các điều kiện của McGill theo chức năng ban đầu của nó về quản lý tiểu học ở Lower Canada.
Theo điều lệ của di chúc, đất đai và nguồn quỹ phải được dùng để thành lập một "trường đại học hoặc cao đẳng, cho mục đích giáo dục và sự tiến bộ học tập tại tỉnh được nói đến." Di chúc quy định rằng một trường đại học tư nhân lập hiến mang tên ông sẽ thành lập trong vòng 10 năm kể từ khi ông mất; nếu không quyền thừa kế sẽ được trao lại cho những người thừa kế của vợ ông.
Ngày 31 tháng 3 năm 1821, sau khi kéo dài cuộc chiến pháp lý với gia đình Desrivières (những người thừa kế bên vợ), McGill College nhận được một hiến chương hoàng gia từ Vua George IV. Hiến chương quy định rằng trường nên được xem và hoạt động như Viện đại học, khi có toàn quyền cấp các học vị.

### Mở rộng trường

#### Mở rộng khuôn viên

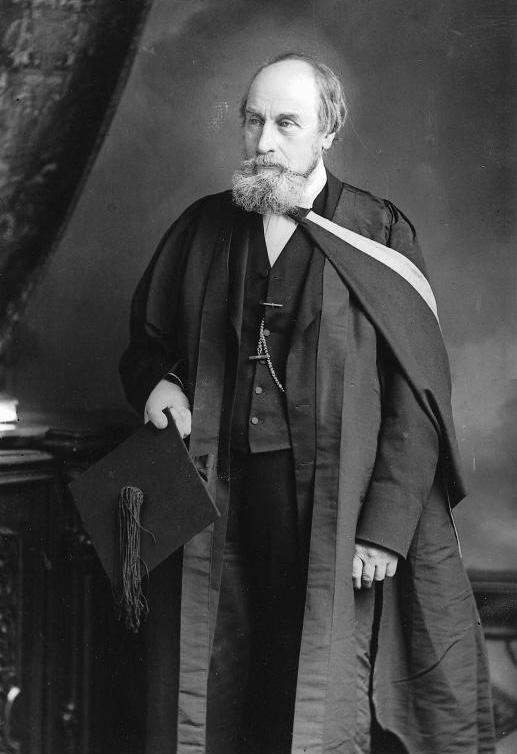
Ngài John William Dawson, Hiệu trưởng Đại học McGill nhiệm kì 1855–1893

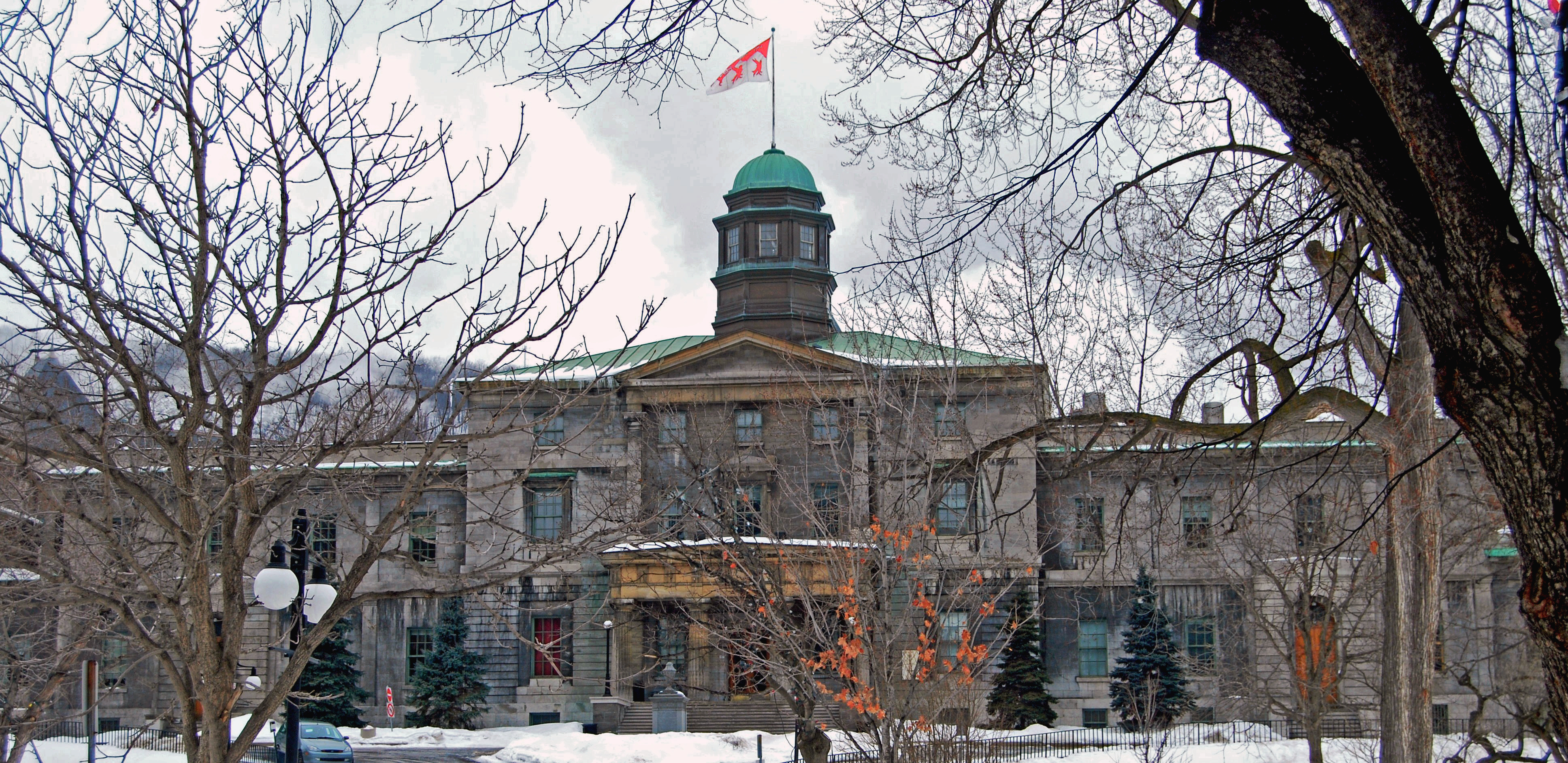
Toà nhà Nghệ thuật, hoàn thành vào năm 1843 và được thiết kế bởi John Ostell là tòa nhà cổ nhất trong khuôn viên.

Mặc dù McGill College nhận được Hiến chương Hoàng gia vào năm 1821, trường đã không hoạt động vào thời điểm đó, mãi đến năm 1829, khi Viện Y tế Montreal được thành lập vào năm 1823, trở thành đơn vị học tập đầu tiên của trường và là trường y khoa đầu tiên của Canada. Khoa Y học cấp bằng Tiến sĩ Y khoa và Phẫu thuật lần đầu tiên vào năm 1833; đây cũng là bằng y khoa đầu tiên được cấp ở Canada.
Khoa Y vẫn là khoa giảng dạy duy nhất của trường cho đến năm 1843, khi Khoa Nghệ thuật bắt đầu được giảng dạy tại Tòa nhà Nghệ thuật mới được xây dựng và khu East Wing (Dawson Hall). Trường cũng có lịch sử liên kết chặt chẽ với Grenadier Guards Canada, một trung đoàn quân sự nơi James McGill phục vụ với chức vụ Trung tá. Tên trung đoàn được khắc trên tảng đá đặt trước tòa nhà Nghệ thuật, nơi trung đoàn Guards diễu hành thường niên vào Ngày tưởng niệm.

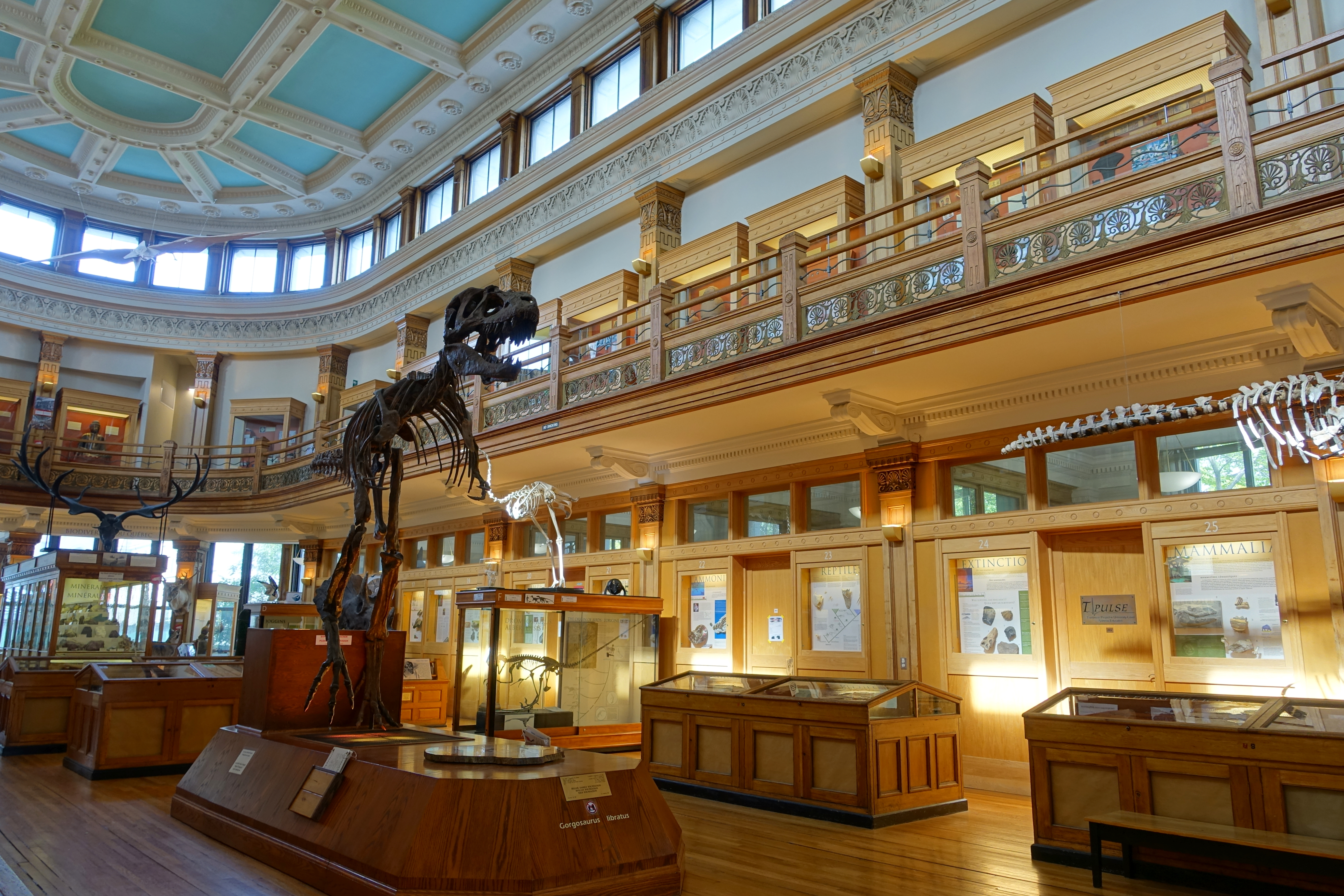
Bên trong Bảo tàng Redpath

Khoa Luật được thành lập vào năm 1848 và nơi đây cũng là trường giảng dạy khoa Luật lâu đời nhất trên toàn quốc. 48 năm sau, trường kiến trúc tại Đại học McGill cũng đã được thành lập.
Sir John William Dawson, hiệu trưởng của McGill từ năm 1855 đến năm 1893, thường được ghi nhận với ý định muốn chuyển đổi ngôi trường lúc bấy giờ thành một trường đại học hiện đại. Ông đã kêu gọi giúp đỡ viện trợ của những công dân giàu có nhất vùng Montreal (tám mươi phần trăm tài sản của Canada khi đó được kiểm soát bởi những gia đình sống trong khu vực Golden Square Mile bao quanh đại học), nhiều người trong số đó đã tài trợ và quyên góp nguồn quỹ cần thiết để xây dựng các tòa nhà trong khuôn viên trường. Tên của họ được lưu giữ trên nhiều tòa nhà nổi bật của trường.
William Spier thiết kế thêm khu West Wing của Tòa nhà Nghệ thuật theo yêu cầu của William Molson vào năm 1861 Alexander Francis Dunlop đã làm mới lại phần lớn khu East Wing của Trường cao đẳng McGill (ngày nay được gọi là Tòa nhà Nghệ thuật, Đại học McGill) theo lời đề nghị của Prof. Bovey và khoa Khoa học vào năm 1888. Việc mở rộng vẫn tiếp tục được thực hiện đến năm 1920. Các tòa nhà được thiết kế bởi Andrew Taylor bao gồm Viện bảo tàng Redpath (1880), Tòa nhà khoa Vật lí Macdonald (1893), Thư viện Redpath (1893), Tòa nhà khoa Hoá Học Macdonald (1896), Tòa nhà khoa Xây dựng Macdonald (1907) - hiện tại được gọi là Tòa nhà thư viện Macdonald-Stewart và Tòa nhà Y khoa Strathcona Medical(1907) — đã đổi tên thành Tòa nhà Nha khoa và Giải phẫu học Strathcona.
Năm 1900, trường thành lập Thư viện di động MacLennan. McGill University Waltz được Frances C. Robinson soạn và được xuất bản tại Montréal bởi W.H. Scroggie năm 1904.

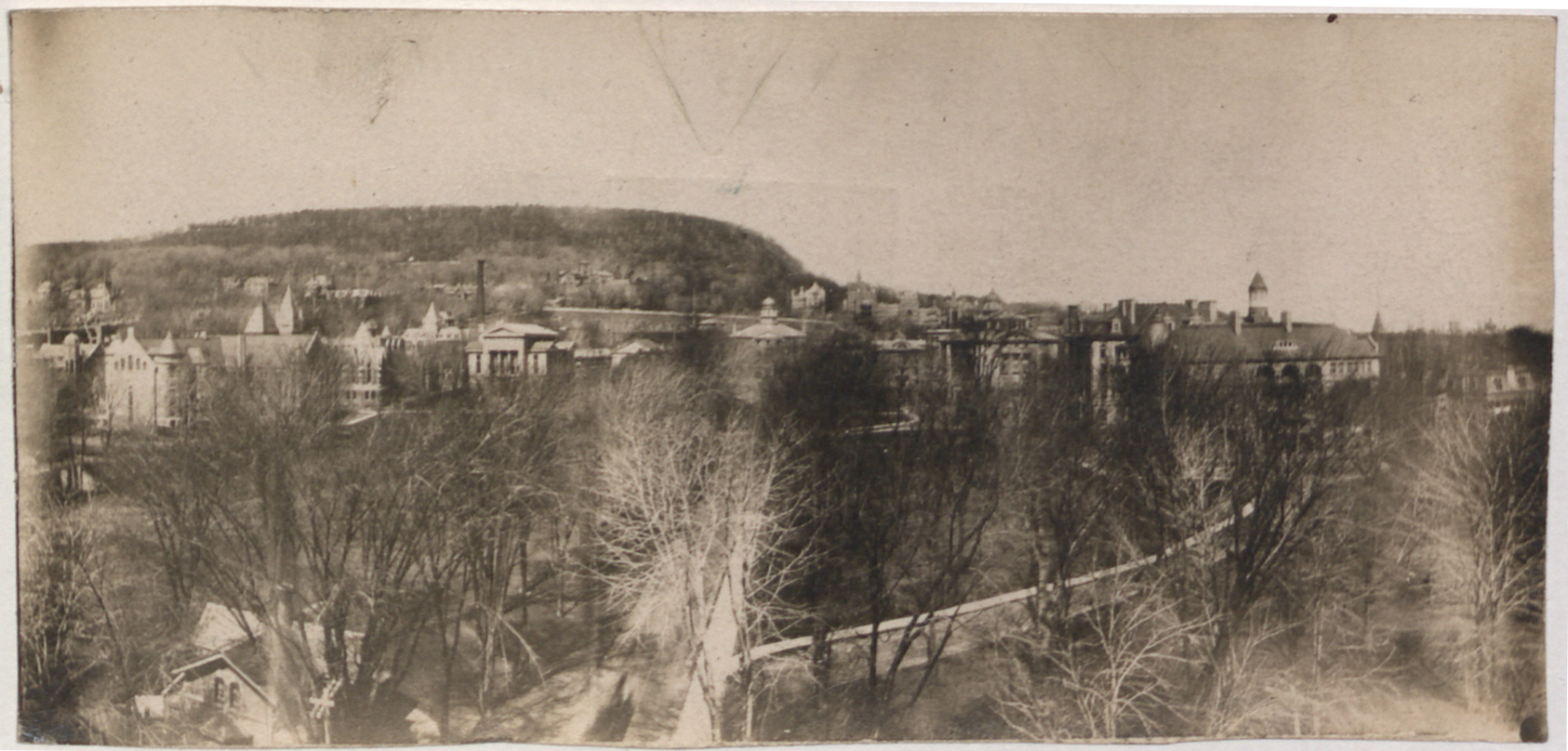
McGill University và Mount Royal, được chụp bởi Panoramic Photo Company vào năm 1906.

 Năm 1885, Hội đồng quản trị của trường đại học chính thức thông qua việc sử dụng tên "Đại học McGill". Năm 1905, trường mua lại khuôn viên thứ hai khi William C. Macdonald, một trong những nhà hảo tâm chính của trường đại học, cấp cho một trường cao đẳng ở Sainte-Anne-de-Bellevue, cách Montreal 32 kilomet về phía Tây. Macdonald College, giờ được gọi là Macdonald Campus, đã mở cửa chào đón sinh viên vào năm 1907, ban đầu phục vụ các chương trình về nông nghiệp, khoa học gia đình và giảng dạy.
George Allan Ross thiết kế Tòa nhà Bệnh lí học trong khoảng thời gian 1922–23; Viện Thần kinh vào năm 1933; Viện Thần kinh bổ sung năm 1938 tại Đại học McGill. Jean Julien Perrault thiết kế dinh thự McTavish Street cho Charles E. Gravel, ngày nay được gọi là David Thompson House (1934).

#### Giáo dục cho phụ nữ
Giáo dục cho phụ nữ tại McGill bắt đầu từ năm 1884, khi Donald Smith (sau Lord Strathcona and Mount Royal), bắt đầu tài trợ cho các bài giảng dành riêng cho phụ nữ, do các nhân viên đại học soạn ra. Học vị cho phụ nữ đầu tiên tại McGill đã được cấp vào năm 1888. Năm 1899, Trường cao đẳng Royal Victoria (RVC) mở cửa với danh nghĩa trường cao đẳng dân lập cho phụ nữ tại McGill với Hilda D. Oakeley đứng đầu. Đến những năm 1970, tất cả sinh viên đại học nữ, được gọi là "Donaldas," có thể gia nhập trường RVC. Bắt đầu từ mua thu năm 2010, khu Tower mới của Royal Victoria College là khu kí túc xá "nữ sinh viên đại học", trong khi khu vực West Wing cũ vẫn còn khắt khe với phụ nữ. Cả khu Tower và West Wing của Royal Victoria College đều là một phần trong hệ thống kí túc xá của trường đại học.

### McGill trong Chiến tranh thế giới

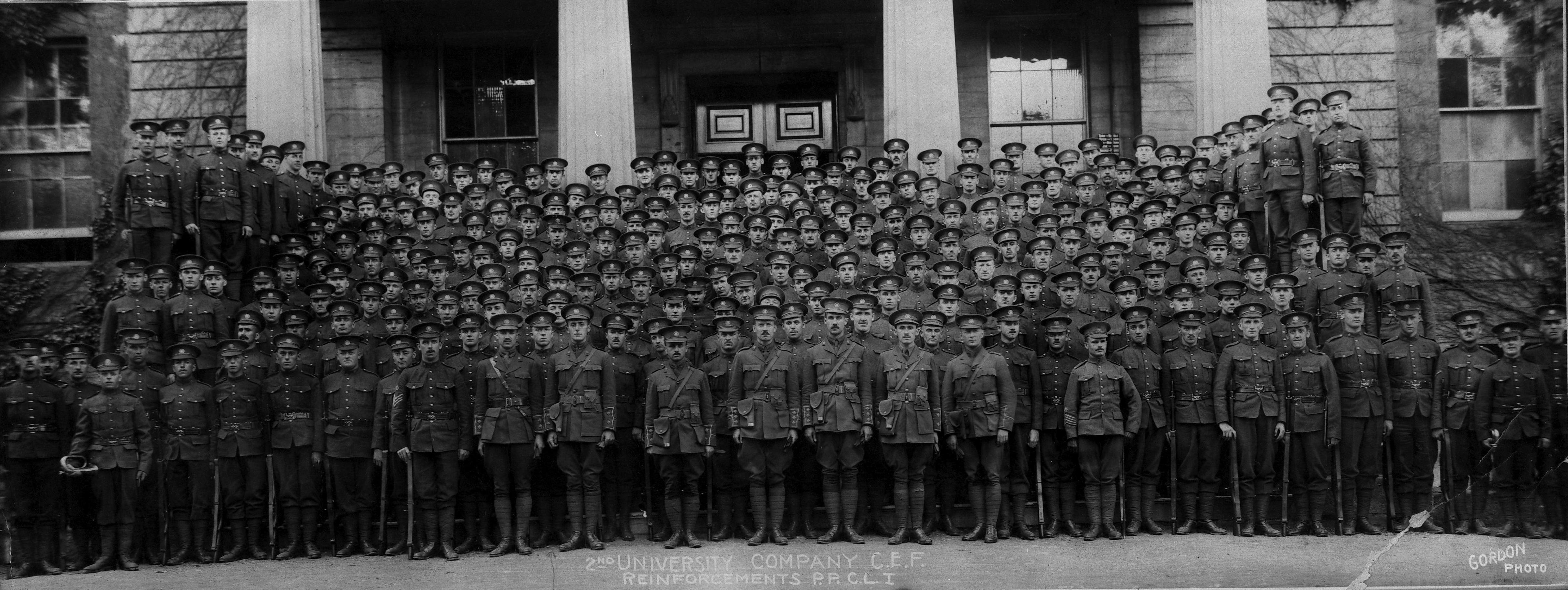
Bức ảnh chụp tại Đại học McGill, Montreal năm 1915 trước khi Công ty Trường Đại học Đệ nhị đi Pháp.

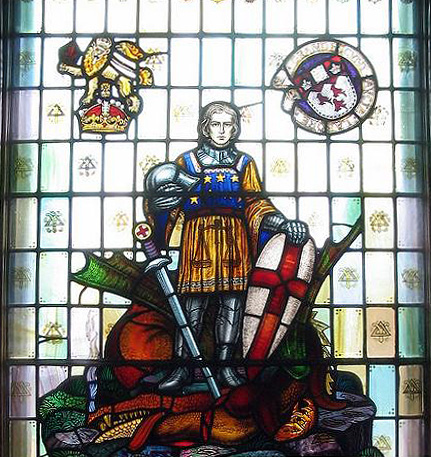
Lối vào Stained Glass Great Memorial của Thư viện Kiến trúc và Nghệ thuật Blackader-Lauterman.

Đại học McGill đóng vai trò quan trọng trong Chiến tranh Thế giới. Nhiều sinh viên và cựu sinh viên đã hăng hái gia nhập vào làn sóng yêu nước mở đầu trên khắp quốc gia năm 1914, nhưng mùa xuân năm 1915 — sau làn sóng thương vong nặng của người Canada tại Ypres — Hamilton Gault, người sáng lập của trung đoàn Canada và một doanh nhân giàu có ở Montreal, đã phải đối mặt với sự thiếu hụt quân đội trầm trọng. Khi ông liên lạc với bạn bè tại quê nhà để nhận được hỗ trợ, hơn hai trăm người được ủy nhiệm các cấp bậc, và nhiều người được ủy nhiệm vai trò những người lính trong suốt cuộc chiến. Trở về Canada sau chiến tranh, Major George McDonald và Major George Currie đã thành lập công ty kế toán McDonald Currie, sau này đã trở thành một trong những nhà sáng lập của Price Waterhouse Coopers. Chủ tịch Percival Molson đã bị sát hại vào tháng 7 năm 1917. Sân vận động Percival Molson Memorial tại McGill được đặt tên theo tên ông.
Hội trường Tưởng niệm Chiến tranh (còn được gọi là Hội trường Tưởng niệm) là một tòa nhà mang tính bước ngoặt trong khuôn viên trường Đại học McGill. Tại lễ dâng hiến, Tổng thống Canada (Harold Alexander, Earl Alexander đệ nhất Tunis) đã đặt nền tảng khởi công. Vào ngày 6 tháng 10 năm 1946, tại Hội trường Tưởng niệm cùng với Hồ Tưởng niệm đã dành riêng một ngày để vinh danh những học sinh đã gia nhập quân đội và hy sinh trong Chiến tranh thế giới thứ nhất và trong Chiến tranh thế giới thứ hai. Tại Hội trường Tưởng niệm, có hai Cửa sổ huy hiệu Stained Glass Regimental Tưởng niệm Chiến tranh Thế giới thứ nhất và Chiến tranh thứ hai thực hiện bởi Charles William Kelsey c. 1950/1.
Cửa sổ tưởng niệm chiến tranh (1950) thực hiện bởi Charles William Kelsey trong Nhà tưởng niệm Chiến tranh McGill mô tả hình của Thánh Michael và các huy hiệu của Hải quân, Quân đội và Không quân.
Một cửa sổ tưởng niệm Chiến tranh thế giới có hình Saint George và một con rồng bị giết ở lối vào Thư viện Kiến trúc và Nghệ thuật Blackader-Lauterman dành để tưởng nhớ 23 thành viên trường McGill thuộc Delta Upsilon đã hy sinh trong chiến tranh.
Sáu cửa sổ khác (1951) của Charles William Kelsey trên bức tường phía tây của đài tưởng niệm mô tả những chiếc áo khoác của các trung đoàn trong đó cựu sinh viên McGill là thành viên.
Có một cổng vòm tưởng niệm tại Macdonald College, hai tầng bổ sung được thêm vào phòng tập thể dục Sir Arthur Currie, một sân khúc côn cầu và nguồn quỹ cho một Hội nghị tưởng niệm hàng năm. Một cuốn sách tưởng niệm trên bàn đá cẩm thạch chứa tên của những người đã mất trong cả hai cuộc chiến tranh thế giới. Vào ngày 11 tháng 11 năm 2012, trang web McGill Remembers ra mắt; Văn phòng Hồ sơ Chiến tranh Đại học đã thu thập các tài liệu từ năm 1940 đến năm 1946 liên quan đến sinh viên, nhân viên và giảng viên của McGill trong Thế chiến thứ hai.

## Khuôn viên

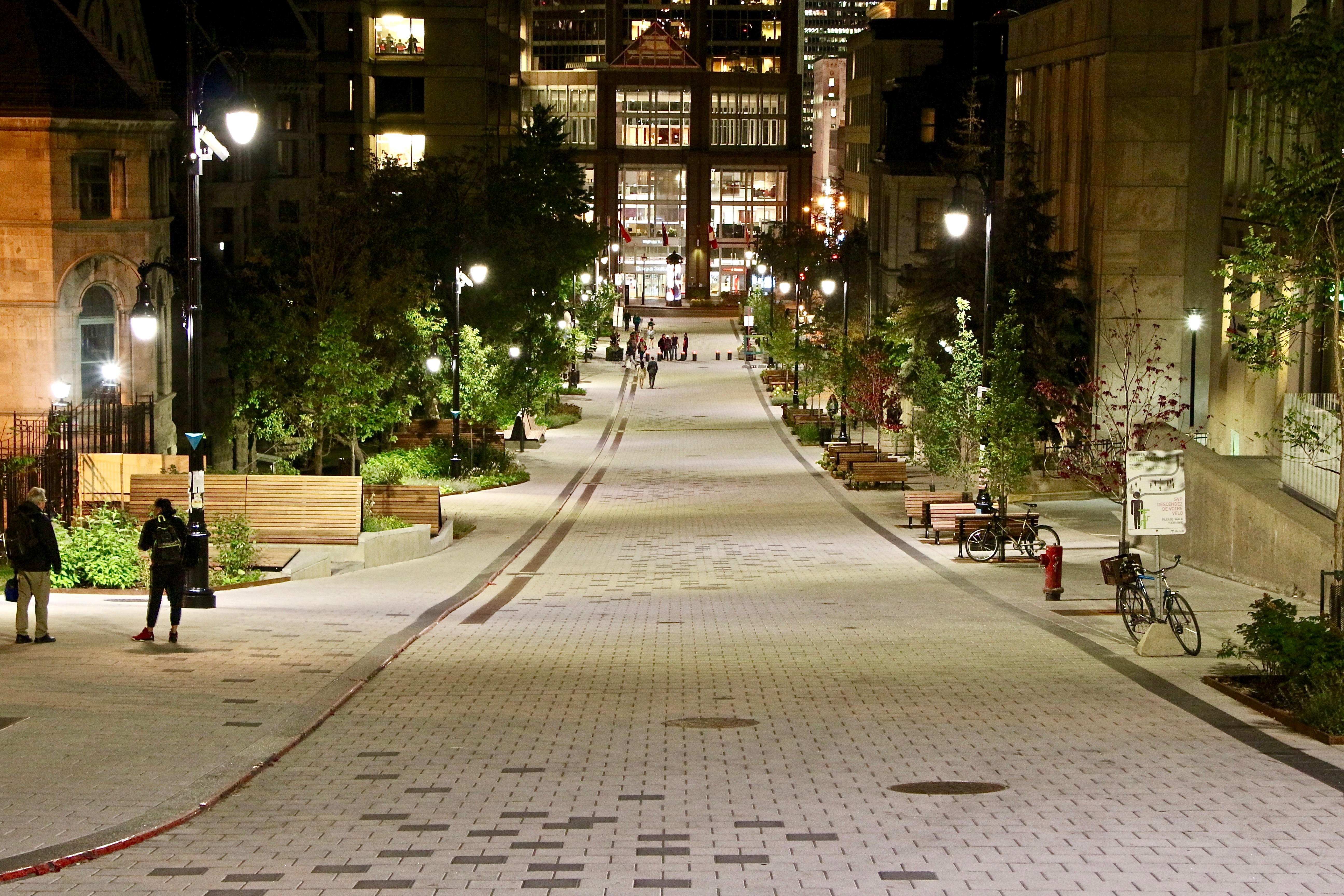
McTavish Street mới được cải tạo gần đây là một con đường huyết mạch quan trọng nối liền khuôn viên phía dưới với khuôn viên phía trên.

### Khuôn viên trung tâm

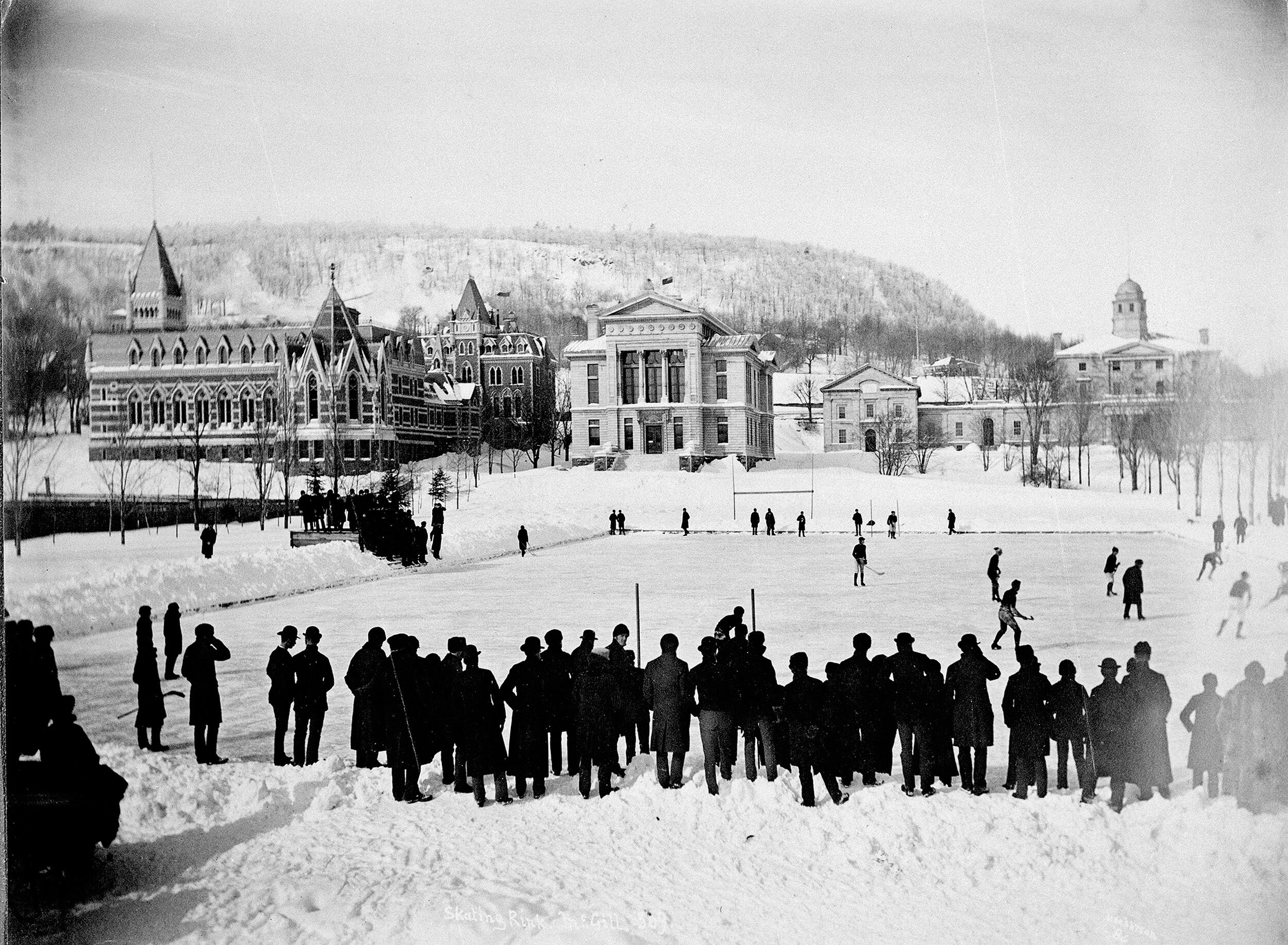
Một trò chơi khúc côn cầu trong khuôn viên trường vào năm 1884, chỉ bảy năm sau khi các sinh viên McGill viết cuốn sách quy tắc đầu tiên cho trò chơi mới này, với Tòa nhà Nghệ thuật, Bảo tàng Redpath và Morrice Hall (sau này là Đại học Presbyterian) có thể được nhìn thấy.

Khuôn viên chính của McGill tọa lạc tại trung tâm Montreal dưới chân Núi Royal. Hầu hết các tòa nhà nằm trong một khuôn viên giống như công viên (còn được gọi là Lower Campus) nằm ở phía bắc của Sherbrooke Street và phía nam Đại lộ Pine nối giữa Peel và các đường Aylmer. Khuôn viên cũng mở rộng về phía tây của Peel Street (còn được gọi là Upper Campus) với một số khối nhà, bắt đầu từ phía bắc của Doctor Penfield; khuôn viên cũng mở rộng về phía đông của University Street, bắt đầu từ phía bắc Đại lộ Pine, là khu vực bao gồm Sân vận động tưởng niệm Percival Molson và Viện thần kinh và bệnh viện Montreal. Cộng đồng ngay ở phía đông Đại lộ và phía nam Đại lộ thông được gọi là McGill Ghetto, nơi có một số lượng lớn sinh viên cư trú. Khuôn viên gần các ga Peel và McGill Metro. Đại lộ trung tâm thành phố lớn McGill College Avenue dẫn đến Roddick Gates là lối vào chính của trường đại học. Tất cả các tòa nhà đại học lớn được xây dựng bằng đá vôi màu xám, đóng vai trò là yếu tố hợp nhất.
Các lớp học đầu tiên của trường đại học được tổ chức tại Burnside Place, quê nhà của James McGill. Burnside Place vẫn là cơ sở giáo dục duy nhất cho đến những năm 1840, khi trường bắt đầu xây dựng trên các tòa nhà đầu tiên: cánh trung tâm và phía đông của Tòa nhà Nghệ thuật. Phần còn lại của khuôn viên ban đầu là đồng cỏ nuôi bò, giống với một vài trường đại học ở Canada khác và các trường đại học ở Mỹ những thời kỳ đầu.
Các cơ sở thể thao của trường đại học, bao gồm Sân vận động Molson, nằm trên Núi Royal, gần các ký túc xá và Viện Thần kinh Montreal. Phòng tập thể dục được đặt tên nhằm vinh danh Đại tướng Sir Arthur William Currie.
Năm 2012, Travel + Leisure đánh giá khuôn viên của McGill là một trong 17 khuôn viên trường đại học đẹp nhất thế giới.

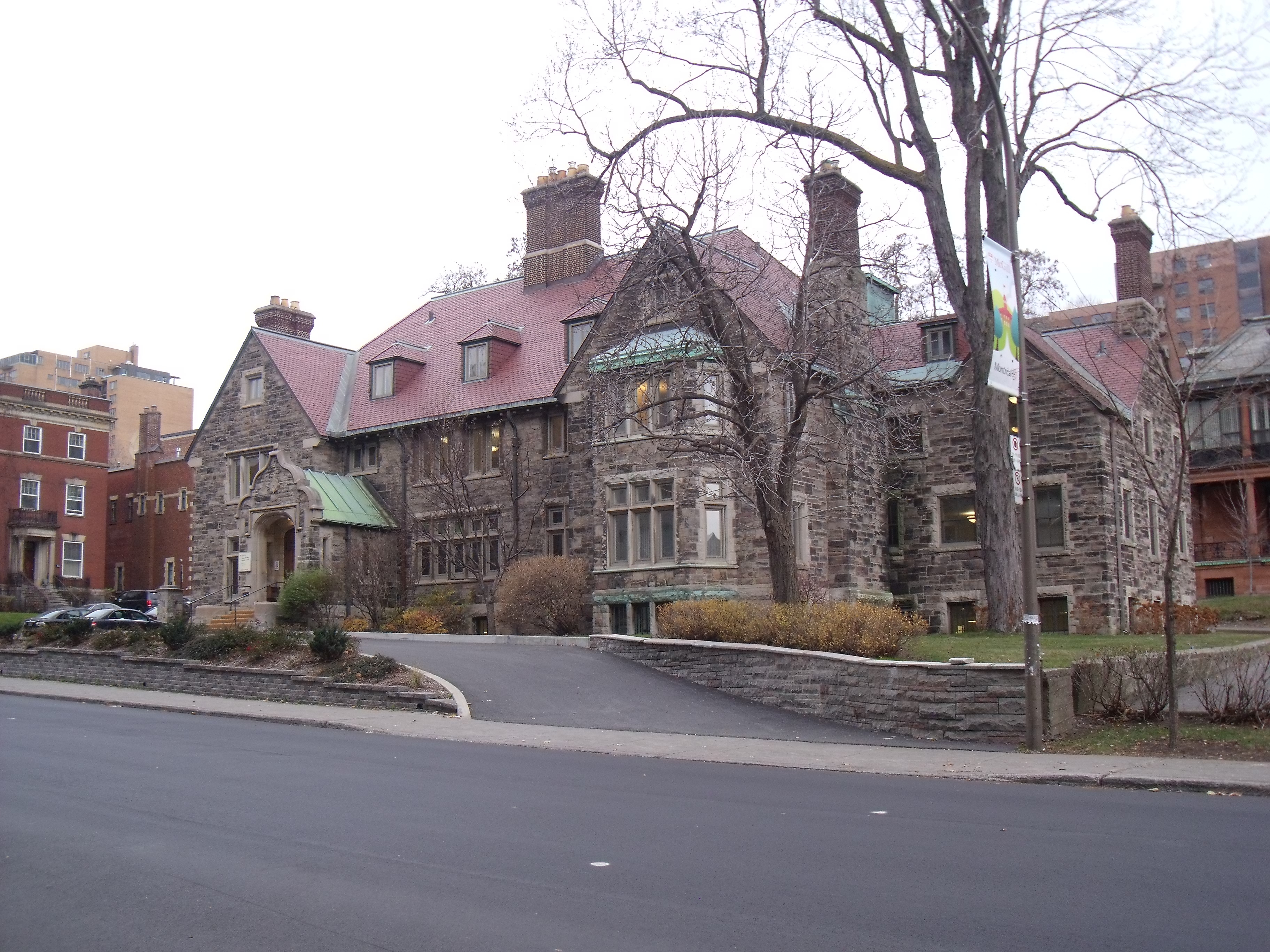
Ngôi biệt thự cũ này theo phong cách tái hiện Tudor được hoàn thành vào năm 1926 và được giữ lại hầu hết nội thất ban đầu của nó, bao gồm các tấm gỗ tối màu trang trí công phu với một đường diềm trang trí.

#### Nơi ở

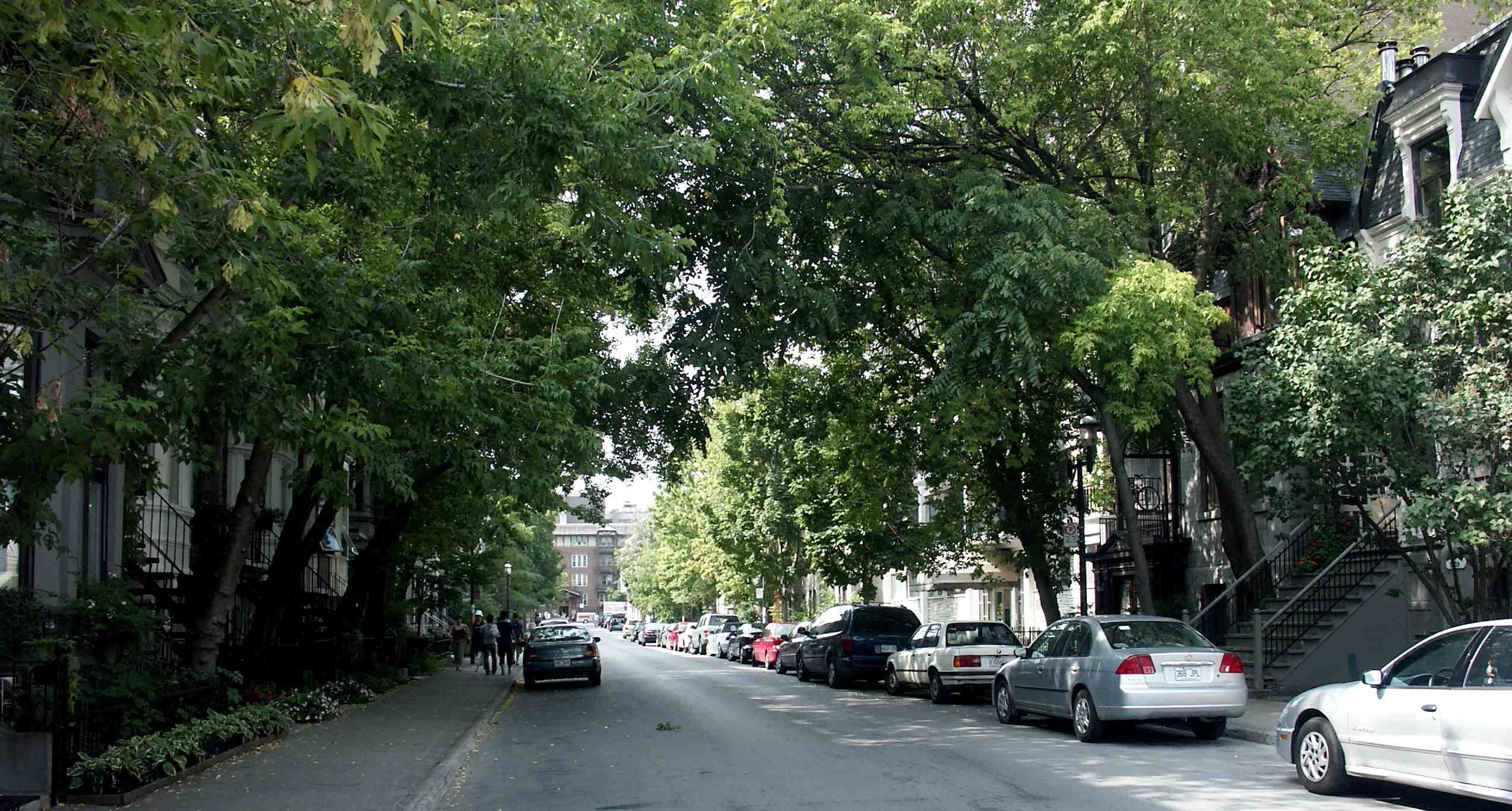
"McGill Ghetto"

Hệ thống nơi ở của McGill có khoảng 3.100 sinh viên đại học và một số sinh viên sau đại học. Ngoại trừ các sinh viên trở lại được gọi là "floor fellow" hoặc "giảng viên", một vài sinh viên McGill sống ở khu ký túc xá (được gọi thân mật là "rez") sau năm đầu tiên học đại học, ngay cả khi họ không đến từ khu vực Montreal. Hầu hết sinh viên năm thứ hai chuyển sang nhà ở chung cư ngoài trường. Nhiều sinh viên định cư trong "McGill Ghetto", còn được gọi là cộng đồng Milton-Park, khu phố nằm ngay phía đông của khuôn viên trung tâm thành phố. Trong những năm gần đây, sinh viên đã bắt đầu chuyển đến các khu vực khác như Mile End, Plateau và thậm chí đến tận Verdun vì giá nhà thuê tăng.
Nhiều sinh viên năm thứ nhất sống trong Bishop Mountain Residence ("Upper Rez")  là một loạt các ký túc xá kiên cố trên sườn núi Royal, bao gồm McConnell Hall, Molson Hall, Gardner Hall và Douglas Hall. Khu ký túc lớn nhất của McGill là New Residence Hall ("New Rez"), một khách sạn bốn sao được quy hoạch cách một vài khối nhà ở phía đông khuôn viên tại Park Avenue và Prince Arthur. Nó là chỗ ở cho 700 sinh viên mỗi năm. Solin Hall, gần ga Lionel-Groulx, là khu ký túc lớn thứ hai của McGill, có khoảng 300 sinh viên. Carrefour Sherbrooke Residence Hall đã được khai trương vào năm 2009 trên số 475 Sherbrooke Street West, trước đây là khách sạn Four Points Sheraton. Vào năm 2012, McGill đã mở La Citadelle, một khu nhà ở khách sạn được quy hoạch, chứa 286 sinh viên trên nằm ở góc Hutchinson trên đường Sherbrooke Street.
Royal Victoria College, từng là ký túc xá chỉ dành cho nữ, đã mở cửa cho cả hai giới vào tháng 9 năm 2010. Tòa nhà ban đầu của trường đại học được thiết kế bởi Bruce Price và phần mở rộng của nó được thiết kế bởi Percy Erskine Nobbs và George Taylor Hyde. Được dựng trước cửa của Royal Victoria College à bức tượng Victoria của Anh của con gái Công chúa Louise, Nữ công tước xứ Argyll.

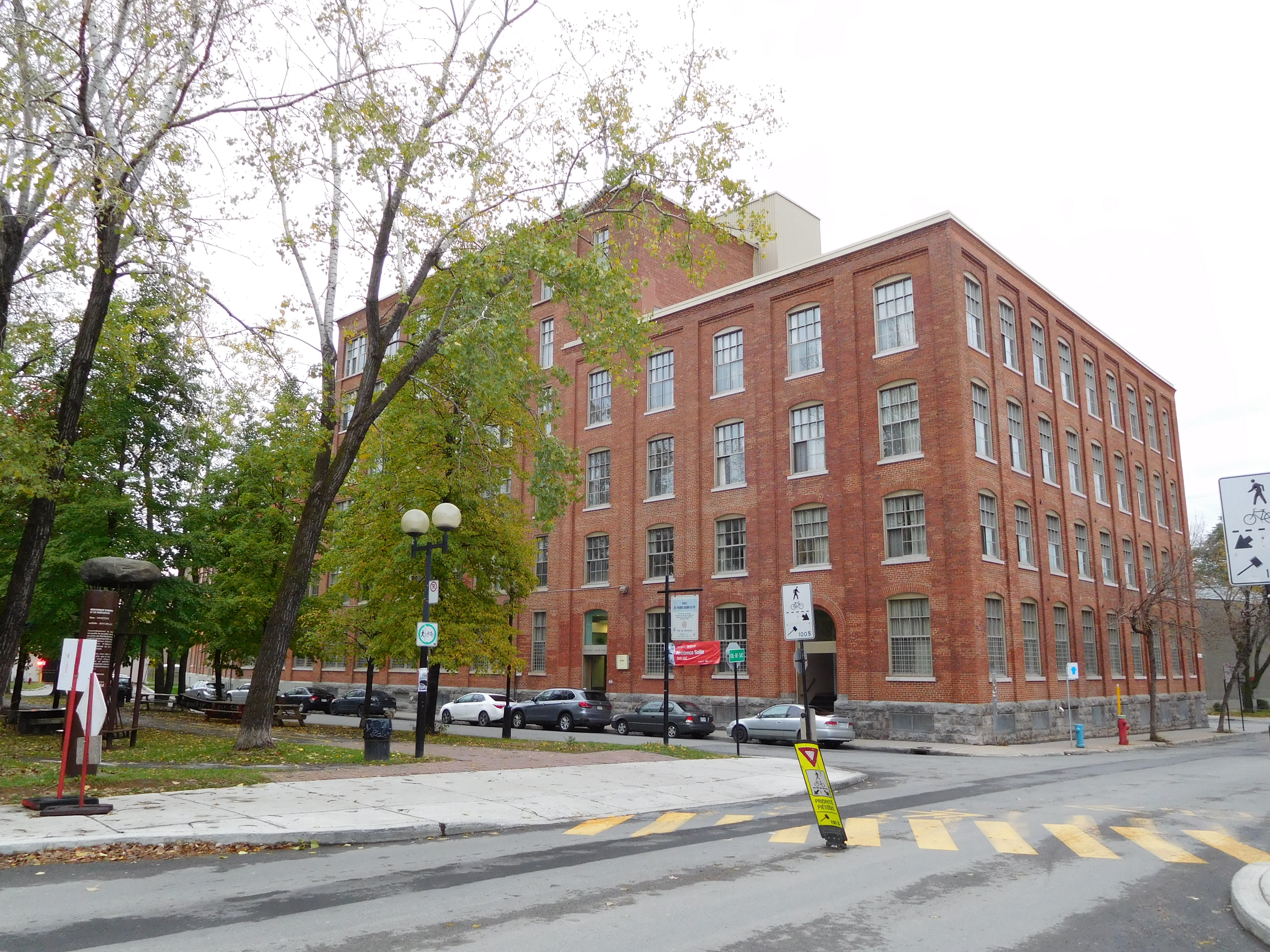
Solin Hall, nằm ở Saint-Henri gần ga Lionel-Groulx, là một ký túc xá kiểu căn hộ ngoài khuôn viên trường.

Trong số các tòa nhà McGill Off-Campus Experience Experience có Presbyterian Hall ("Pres Rez"), liền kề với Presbyterian College và University Hall (còn được gọi là "Dio"), liền kề với Montreal Diocesan Theological College. Greenbriar Hall gồm 89 sinh viên. Các tòa nhà khác thuộc McGill Off-Campus Residence Experience nằm trên Peel Street, University Street và Pine Avenue, tuy nhiên, trường đại học đã bắt đầu để bán hết các tòa nhà và chỉ còn lại University Hall một số ngôi nhà trên Pine Avenue.

### Khuôn viên Macdonald

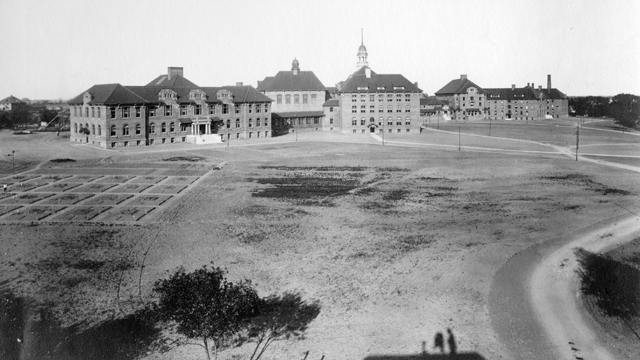
Khuôn viên Macdonald khi đang được xây dựng vào năm 1906.

Không viên thứ 2 của McGill mang tên Macdonald tọa lạc tại Sainte-Anne-de-Bellevue bao gồm Khoa Nông nghiệp và Khoa học môi trường, Trường Dinh dưỡng Con người, Viện Kí sinh, và Trường McGill Môi trường.